# Residencias el Prado
Residencias el Prado es una localidad del estado mexicano de Jalisco. Es parte del municipio de Tonalá.

## Demografía
| Censo | Población |
| ----- | --------- |
| 2010  | 753       |
| 2020  | 3 228     |